# Petrus Josephus Lutgers
Petrus Josephus Lutgers (ook Lutgens) (Amsterdam, gedoopt 24 augustus 1808 - Loenen, 19 april 1874) was een Nederlandse kunstschilder, tekenaar en lithograaf.

## Leven en werk

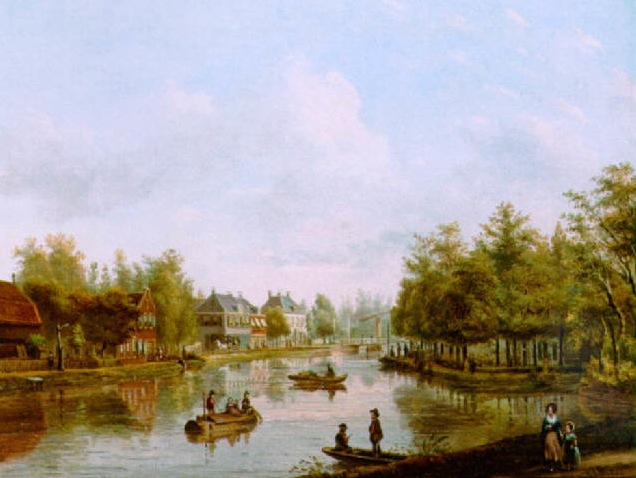
Zijn woonplaats Loenen aan de Vecht geschilderd door Lutgers in 1854.
De juiste titel van de afbeelding: Vreeland aan de Rivier de Vecht. Op de afbeelding staat o.a. De Buitenplaats Schoonoord, zie link https://www.buitenplaatseninnederland.nl/vreeland-schoonoord.html

Lutgers werd in 1808 in Amsterdam geboren als zoon van Joannes Lutgens en Elizabeth Cornelia van Kampen. Lutgers schilderde vooral landschappen, stads-  en rivier- en zeegegezichten, maar ook portretten. Hij maakte een serie gezichten rond de Utrechtse Vecht. Daarnaast tekende en schilderde hij ook in andere plaatsen van Nederland, waaronder de omgeving van Almelo, Den Haag, Haarlem, Leiden, Rijswijk, Utrecht en Velsen. Hij bracht zijn tekeningen in de vorm van litho's uit in boeken getiteld als Gezigten in of aan ..... Deze uitgaven werden meerdere malen herdrukt. De werken over Den Haag, Leiden en Utrecht werden van geschiedkundige aantekeningen voorzien door de historicus Willem Jacob Hofdijk. Naast zijn werk als uitvoerend kunstenaar gaf hij ook tekenlessen. Nicolaas Bastert was een van zijn leerlingen.
Werk van Lutgers bevindt zich onder meer in het Centraal Museum in Utrecht, die enkele werken aankocht met steun van de Vereniging Rembrandt.
Lutgers trouwde op 3 september 1830 in Loenen aan de Vecht met Maria Susanna Moen.  Hij overleed in april 1874 op 65-jarige leeftijd in zijn woonplaats Loenen aan de Vecht.